# Gabriel-Jérôme de Bullion
Pour les articles homonymes, voir Bullion (homonymie).
Gabriel-Jérôme de Bullion (1695-1752), chevalier, comte d'Esclimont, seigneur de Videville et autres lieux, est un maréchal de camp, conseiller du roi, prévôt de Paris et membre de la Noblesse de robe.
Il est le fils de Charles Denis de Bullion, marquis de Gallardon, seigneur de Bonnelles, Esclimont, Prévôt de la ville, prévôté et vicomté de Paris, gouverneur des provinces du Maine et du Perche, et de Marie Anne Rouillé de Meslay. 
En 1713, le jeune chevalier de Bullion entra chez les mousquetaires du roi. Il devint colonel en 1718.
Gabriel-Jérôme de Bullion succède comme Prévôt de Paris à son père, en mai 1721 à la suite du décès de celui-ci. 
Il assumera cette fonction administrative, judiciaire et de police jusqu'à sa mort survenue le 31 décembre 1752. Il sera remplacé dans cette charge par Louis Alexandre Catherine Duport .
Gabriel-Jérôme de Bullion fut également un officier avec le grade de colonel au régiment de Provence, mestre de camp, maréchal de camp. Il commanda son régiment à la prise de Nancy en 1733, puis il fut employé à l’armée du Rhin de 1734 à 1735. Il fut promu maréchal de camp le 1er  mars 1738.
Conseiller du roi, Gabriel-Jérôme de Bullion fut conservateur des Privilèges Royaux de l'Université de Paris. 
Il ne laisse pas de descendance . 